# فاودريكورت (باد كاليه)
فاودريكورت، باد كاليه (بالفرنسية: Vaudricourt, Pas-de-Calais)‏ هي بلدية تقع في إقليم باد كاليه من منطقة نور با دو كاليه في شمال فرنسا. تبلغ مساحة هذه المدينة 2.99 (كم²)، وترتفع عن سطح البحر 45 م، يبلغ عدد سكانها 920 نسمة حسب إحصاء المعهد الوطني للإحصاء والدراسات الاقتصادية سنة 2009 م. وترأس Roger Valet البلدية خلال فترة (2008-2014).